# Vakcína Pfizer–BioNTech proti covidu-19
Vakcína Pfizer–BioNTech proti covidu-19 (mezinárodní název tozinameran, kódové označení BNT162b2, obchodní název Comirnaty) je vakcína proti covidu-19 vyvinutá společnostmi Pfizer a BioNTech. Jde o RNA vakcínu. V prosinci 2020 Evropská léková agentura doporučila udělit podmínečnou registraci této vakcíně u osob starších 16 let a Evropská komise poté podmínečnou registraci udělila. Vakcína byla také schválena pro nouzové použití v Spojených státech amerických a v dalších státech. Od května byla 2021 vakcína ve Spojených státech amerických, v Evropské unii či v Singapuru schválena i pro osoby od 12 let. K standardnímu použití byla americkou FDA schválena v srpnu 2021, v Evropské unii pak v září 2022.

## Charakteristika

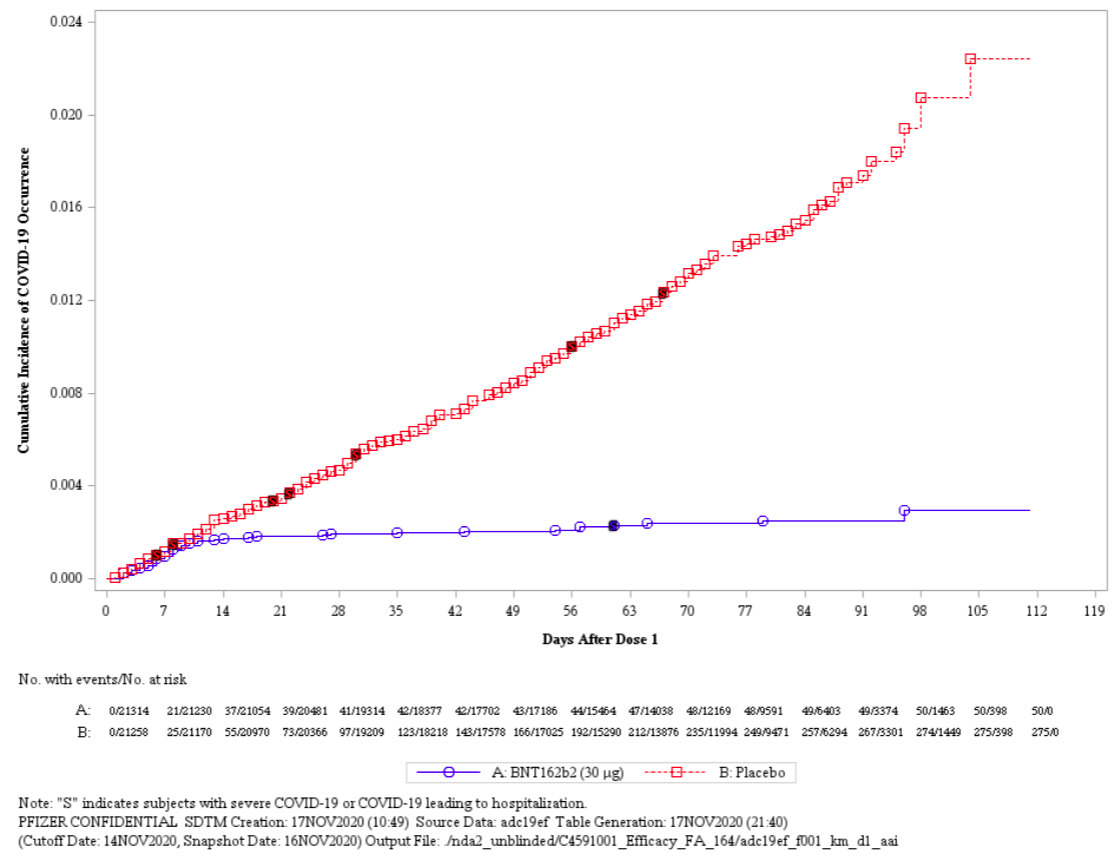
Kumulativní výskyt symptomatických onemocnění v závislosti na čase od první dávky vakcíny Pfizer–BioNTech při klinické studii. Modře – očkovaní, červeně – placebo. Z grafu je patrná několikadenní doba po podání dávky do získání imunity.

Vakcína tozinameran je mRNA vakcína (též genová vakcína), což je typ vakcíny, která neobsahuje žádný virus. Obsahuje pouze předpis (mRNA) pro výrobu specifického hrotového proteinu v buňkách očkovaného člověka. Hrotovým proteinem, který se vyskytuje na povrchu viru, se virus dostává do buněk hostitele. MRNA obsažená ve vakcíně pronikne do buněk očkovaného člověka, kde dojde k výrobě onoho hrotového proteinu. Potom protein buňku opustí a podle něj je imunitní systém schopen virus rozeznat; protein tak využije pro natrénovaní imunitní odpovědi. Tedy aby by schopen skutečný virus odhalit a při infekci proti němu zasáhnout.
V dubnu 2020 začaly testy vakcíny. Počáteční fáze studií volily mezi koncentracemi od 10 µg do 100 µg, přičemž schválena byla nakonec verze dávky s 30 µg látky mRNA. Dne 11. května 2021 byla vakcína ve Spojených státech amerických schválena i pro osoby od 12 let a dne 28. května 2021 byla schválena v Evropské unii.

### Účinnost
Účinnost vakcíny byla při ověřování účinnosti vakcíny prokázána v rámci klinických studií, do kterých bylo zařazeno více než 44 tisíc osob. Polovina z nich dostala vakcínu a polovina injekci bez léčivé látky. Ve studii pro symptomatické případy vakcína po první dávce vykazovala poměrně nízkou účinnost, teprve po 7 dnech od podání druhé dávky dosáhla účinnost 94,8 %. Zpřesnění těchto údajů se očekávalo na začátku roku 2021 díky údajům poskytovaných hromadným očkováním v Izraeli a Velké Británii. Podle prvních výsledků z Izraele se po 14 dnech od první dávky snížil počet nových infekcí o 33 %. Na konci ledna 2021 bylo u izraelské pojišťovny Maccabi evidováno 31 onemocnění koronavirem po plném naočkování 163 000 lidí, což byla 92% účinnost. Dle další studie je účinnost dva až tři týdny po první dávce 76 %, po třech týdnech účinnost dosahuje 94 %. Předběžné výsledky ve skupině 12 až 15 let ukazovaly také vysokou účinnost.
Pro asymptomatické (bezpříznakové) případy měly být výsledky účinnosti dostupné počátkem roku 2021. V současné době není známo, jak dlouho ochrana poskytovaná vakcínou potrvá, protože prvním lidem byla podána ve výše zmíněné klinické studii v létě roku 2020. Třetí fáze klinické studie věnující se dlouhodobým účinkům (i vedlejším příznakům) bude pokračovat ještě několik let.
Podle zpráv z Izraele má vakcína v reálném nasazení větší účinnost než byla původně očekávána. Pro symptomatické případy přes 99 %, ale proti nakažení jen 91 %. Lidé ve věku 20 let si v průměru vytvoří dvakrát více protilátek než lidé ve věku 80 let. Vakcína vytváří několikanásobně více protilátek než vakcína od firmy Astra Zeneca. Třetí dávka vakcíny zvyšuje několikanásobně protilátky, ale je nutno její aplikace zvážit i s ohledem na počet neočkovaných.
Proti variantě delta je účinnost jen 66 %.

### Vedlejší účinky
Vakcína se podává ve dvou dávkách, obvykle do svalu v horní části paže, a to s časovým odstupem minimálně 21 dní. Podle klinické studie byly nežádoucí účinky vakcíny mírné nebo středně závažné a odezněly do několika dní po první dávce  očkování; k nim patřily bolest a otok v místě injekce, únava, bolest hlavy, bolest svalů a kloubů, zimnice a horečka, ty se vyskytly často (více než u 1 osoby z 10 očkovaných). O něco méně často (méně než u 1 osoby z 10) se vyskytovalo zarudnutí v místě injekce a pocit na zvracení. Ještě vzácnějšími nežádoucími účinky (projevujícími se u méně než u 1 osoby ze 100) bylo svědění v místě injekce, bolest v končetině, zvětšené lymfatické uzliny, potíže se spánkem a malátnost.

### Skladování a distribuce
Vakcína musí být uchovávána a přepravována v chladu v teplotě mezi −90 a −60 °C do třiceti jedna dnů před použitím. Distribuce probíhá ve speciálních termoboxech (kontejnerech), ve kterých vydrží 30 dní díky suchému ledu, který je potřeba po 5 dnech vyměňovat. Kontejner je možné otevřít jen 2× denně. Při teplotě 2 až 8 °C vydrží 31 dní. V kontejneru je 5 plat, v každém platu 195 ampulí, každá ampule je určena pro naočkování 5 lidí. V každé ampuli (lahvičce) je 0,45 ml vakcíny, kterou je potřeba naředit pomocí 1,8 ml fyziologického roztoku, takže v lahvičce je pak pro očkování 2,25 ml obsahu. Jedna očkovací dávka je 0,3 ml, takže v lahvičce je dostatečné množství na 5 dávek. Pokud jsou pro očkování používány speciální stříkačky a jehly, lze z lahvičky využít až 6 dávek. Naředěná vakcína vydrží 6 hodin.
V reakci na schválení 6. dávky z lahvičky ve státech EU zareagovala na konci ledna 2021 firma Pfizer tak, že snížila počet dodaných lahviček, protože smlouvy jsou postaveny na dávky, nikoliv lahvičky. Místo očekávaného zvýšení počtu dostupných dávek až o 20 % tak mělo dojít ke snížení, protože ne z každé lahvičky se podaří šestou dávku využít.
V únoru 2021 firma oznámila, že vakcínu je možné skladovat po omezenou dobu i při vyšších teplotách (−15 °C) a že požádá americkou FDA o aktualizaci nouzového použití. Stejné informace měla poskytnout evropské EMA i dalším úřadům. Toto opatření by umožnilo očkovat touto vakcínou i u praktických lékařů díky možnosti skladovat vakcínu v chladicím zařízení společně s ostatními běžnými léky. V květnu 2021 bylo povoleno Evropskou lékovou agenturou prodloužení skladování v chladničce (2 až 8 °C) až na 31 dní.

## Složení
Léčivou látkou je mRNA vakcína proti onemocnění covid-19. Dalšími složkami jsou:
- ALC-0315 (lipid)
- ALC-0159 (polyethylenglykol a lipid)
- kolfosceryl-stearát (DSPC - fosfatidylcholin)
- cholesterol
- chlorid draselný
- dihydrogenfosforečnan draselný
- chlorid sodný
- dihydrát hydrogenfosforečnanu sodného
- sacharóza
- voda pro injekci[34]

## Výroba
Společnosti Pfizer a BioNTech vyrábí vakcínu v třístupňovém procesu. Nejprve se namnoží DNA obsahující genetickou informaci koronavirového Spike proteinu. To se provádí pomocí tzv. klonování DNA, kdy se malé kruhové molekuly DNA (plazmidy) vpraví do bakterií E. coli a v nich se mnohonásobně zmnoží. Následně se bakterie usmrtí a plazmidová DNA se izoluje a purifikuje (přečistí). Tento krok probíhá v laboratoři v americkém St. Louis.
Plazmidovou DNA je nutné v zamraženém stavu rychle dopravit do dalších výrobních zařízení k následné výrobě mRNA, která probíhá v Andoveru v Massachusetts a v Německu. V tomto kroku se podle genetické informace obsažené v DNA syntetizuje molekula mRNA v procesu podobném transkripci, která probíhá v živých organizmech. Po syntéze je třeba mRNA zamrazit a přepravit k dalšímu zpracování.
Třetí fáze probíhá v Kalamazoo v Michiganu a v Puurs v Belgii. K mRNA se přidají lipidové nanočástice a některé další pomocné látky a vznikne tak finální vakcína. Tento krok je nejpomalejší v celém procesu a limituje rychlost výroby vakcíny.
Koncem ledna 2021 uzavřela firma BioNTech dohodu se společností Sanofi, která také připravuje vlastní vakcínu, že od léta 2021 bude Sanofi ve svých závodech ve Frankfurtu nad Mohanem vyrábět vakcínu Comirnaty společnosti BioNTech. Sanofi by měla dodat 125 milionů dávek této vakcíny určených pro Evropskou unii.

### Cena
Podle informací nakrátko zveřejněných belgickou političkou (a poté smazaných) má Evropská unie (EU) jednu dávku vakcíny nakupovat za 12 eur (asi 440 Kč). Později vzrostla cena na 15,5 eur a třetí kontrakt EU ji pořídil za 19,5 eur. Vakcínu již bude možné přeprodat či darovat mimo EU. Izrael uzavřel dohodu o dodávkách v létě 2020 o 3 měsíce dříve než EU a zaplatil za jednu dávku 43 eur (asi 1152 korun), avšak součástí dohody o přednostních dodávkách bylo zveřejnění anonymizované zdravotní dokumentace o všech příjemcích vakcíny (Izrael má digitalizováno u osob zpětně 30 let) a online hlášení všech komplikací firmě Pfizer a Světové zdravotnické organizaci.

### Dodávky do České republiky
Dne 15. ledna 2021 oznámila firma Pfizer omezení dodávek vakcín kvůli polovičnímu navýšení výrobní kapacity. Podle premiéra Andreje Babiše (ANO) to firma nijak nezdůvodnila. Pro ČR to znamenalo v posledním lednovém týdnu 2021 snížení dodávek o 33 % a v dalších dvou týdnech pak o 20 %. Firma Pfizer slíbila dodržet nasmlouvaný objem čtvrtletních dodávek, v dalším období díky navýšení výrobních kapacit mělo dorazit vakcín více. Dne 8. března 2021 firma Pfizer uvedla, že do EU ve druhém čtvrtletí 2021 dodá o 75 milionů dávek více, než uváděla původní dohoda.
K 9. listopadu 2021 bylo v České republice podáno asi 10,4 milionů dávek této vakcíny.

### Modifikovaná vakcína
Dne 15. července 2022 byla Ministerstvem zdravotnictví ČR schválena druhá posilovací dávka (tj. celkově čtvrtá) v režimu nouzového použití (emergency use) v původní nezměněné podobě. Do konce září 2022 bylo v Evropě očekáváno schválení modifikované vakcíny proti variantě omikron BA.1, v USA proti novější variantě BA.4 a BA.5.